# كيروفيسي
كيروفيسي هي بحيرة متوسطة الحجم تقع في منطقة مستجمعات المياه الرئيسي فووكسي. وهي تقع في منطقة سافو الشمالية في فنلندا. البحيرة ضحلة جدا.

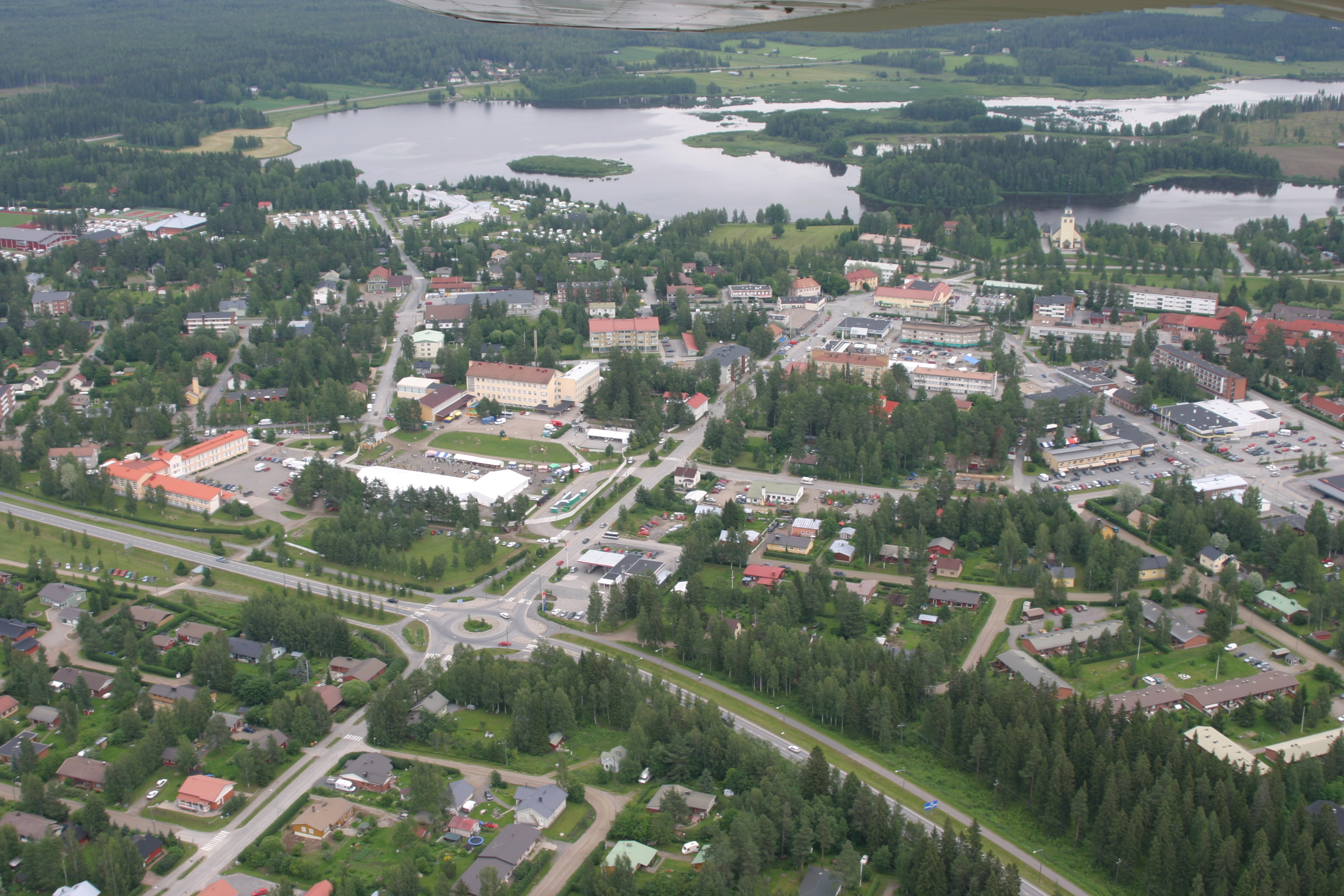
كيروفيسي